# Wojnicki Międzynarodowy Konkurs Fotograficzny

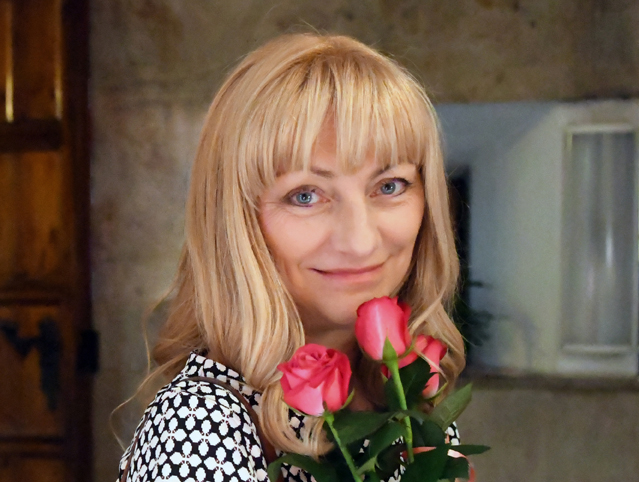
Dorota Kycia (jury X edycji)

Wojnicki Międzynarodowy Konkurs Fotograficzny – Międzynarodowy Konkurs Fotograficzny organizowany pod patronatem Międzynarodowej Federacji Sztuki Fotograficznej FIAP, Photographic Society of America, International Association of Art Photographers, Global Photographic Union oraz Fotoklubu Rzeczypospolitej Polskiej Stowarzyszenia Twórców.

## Charakterystyka
Organizatorem konkursu jest Wojnickie Towarzystwo Fotograficzne Fotum – członek zbiorowy Fotoklubu Rzeczypospolitej Polskiej Stowarzyszenia Twórców. Dotychczas odbyło się 9 edycji konkursu (począwszy od 2015 roku). W poszczególnych edycjach konkursu uczestniczyło od kilkudziesięciu do kilkuset autorów z całego świata – m.in. w V edycji konkursu (ostatniej zakończonej), gdzie nadesłano bez mała 6 000 fotografii.
Pokłosiem współzawodnictwa jest finałowa ceremonia, połączona z prezentacją najlepszych fotografii oraz wręczeniem nagród – m.in. medali (złoty, srebrny, brązowy) i wyróżnień Międzynarodowej Federacji Sztuki Fotograficznej FIAP, medali (złoty, srebrny, brązowy) „Za Fotograficzną Twórczość” Fotoklubu Rzeczypospolitej Polskiej Stowarzyszenia Twórców, medali (złoty, srebrny, brązowy) i wyróżnień Photographic Society of America, medali (złoty, srebrny, brązowy) i wyróżnień International Association of Art Photographers, medali (złoty, srebrny, brązowy) i wyróżnień Global Photographic Union oraz medali Wojnickiego Towarzystwa Fotograficznego Fotum. 
W aktualnej X edycji konkursu (2024) w pracach jury uczestniczą – Dorota Kycia (oficer łącznikowy FIAP), Dariusz Kobylański (wiceprezes Zarządu Tarnowskiego Towarzystwa Fotograficznego), Krzysztof Stós (Członek założyciel oraz wiceprezes Zarządu do spraw artystycznych Wojnickiego Towarzystwa Fotograficznego Fotum).